# 新幹線911型柴油機車
911型柴油机车（日语：911形ディーゼル機関車）是日本國有鐵道的液力傳動柴油機車車型之一，也是日本国内运行速度最高的柴油机车。这款柴油机车是为東海道新幹線配套的快速柴油机车，主要用途是牵引高速轨道检测车和执行电力动车组救援任务，由日本車輛製造于1964年研制成功。

## 开发背景
1962年，根据日本国铁动力现代化调查委员会制定的“动力现代化长期计划”和标准型柴油机车型谱，日本国铁开发研制了干线客货运通用的DD51型液力传动柴油机车，经过改进后于1964年开始投入批量生产，成为日本国铁史上运用最广泛的干线柴油机车。与此同时，作为世界上第一条高速铁路的东海道新干线，亦正在加紧施工以赶及在1964年10月的东京奥运会前夕通车营运。1964年，为方便对因故障停运的高速列车进行应急救援，以及满足平时牵引高速轨道检测车的需要，日本车辆制造在DD51型柴油机车的基础上，研制了使用于标准轨距铁路的911型柴油机车。
911型柴油机车的日常主要用途是牵引高速轨道检测车，高速轨道检测车每周至少一次在东京至新大阪间运行，定期检查东海道新干线的轨道状况以保证高速列车的运行安全，因此需要一种运行速度可达到160公里/小时的標準轨机车，来配合高速轨道检测车执行任务。除此之外，万一新干线因遭遇台风等原因而发生供电中断，由于轨距不同而不可能从在来线借调柴油机车，因此亦需要一种標準軌柴油机车来救援陷于瘫痪的电力动车组。另一方面，牵引各种工务车辆也是这种柴油机车的辅助用途。
日本国铁根据上述目的为911型柴油机车制定了技术要求，机车最高运转速度为160公里/小时，并可以在20‰坡道上牵引起动960吨列车（相当于满员状态的16辆编组新干线0系电力动车组）；考虑到粘着重量的利用和新干线的轴重限制，这是一款整备重量为90吨的六轴柴油机车。为了满足上述的技术条件，911型柴油机车使用的DW2B型液力传动装置具有工况齿轮机构，高速档适用于速度要求较高的场合，例如牵引高速轨道检测车或单机运转，而低速档适用于牵引力要求较大的场合，例如牵引大编组的电力动车组。
除此之外，911型柴油机车还具备一系列对应新干线的特殊设备，例如装有用来与电力动车组或工务车辆连接的双头式车钩，车上安装了列车自动控制系统（ATC）和列车无线电设备。制动系统方面，除了设有常规的自动空气制动机外，还设有对应高速列车的直通式电空制动机。考虑到万一供电中断时对高速列车进行救援的情况，机车上还搭载一台为列车应急照明供电的辅助柴油发电机。

## 运用历史
1964年，日本车辆制造完成试制首台911型柴油机车。1965年，又生产了两台加大功率的911型柴油机车。1号机车配属于东海道新干线大阪运转所（今东海旅客铁道鳥飼車輛基地），2、3号机车配属于东海道新干线东京运转所（今东海旅客铁道东京日检车辆所）。
尽管其主要目的之一是牵引因故障停运的电力动车组，但实际上911型柴油机车从来没有因此执行过救援任务。即使新干线列车在半途发生故障而瘫痪，由于考虑到列车运行密度等因素，一般会利用先行列车或后续列车进行连挂救援，而不会出动柴油机车进行救援。911型柴油机车在平时的主要任务是在夜间维修天窗时段牵引921型0番台高速轨道检测车。至1974年，新一代的922型10番台“黃博士”高速综合检测列车投入运用后，921型0番台高速轨道检测车转为后备车辆，而911型柴油机车通常只用来牵引工务车辆，或者在“黄医生”列车检修时再度牵引高速轨道检测车。
1、3号机车分别于1984年和1986年停运报废，余下的2号机车是唯一一台在国铁分割民营化之后被东海旅客铁道（JR东海）继承的911型柴油机车，这台机车于1995年报废后被保存在滨松工厂，还曾经在工厂举行的“新干线真相发现日”展览中展出。

## 技术特点

### 总体

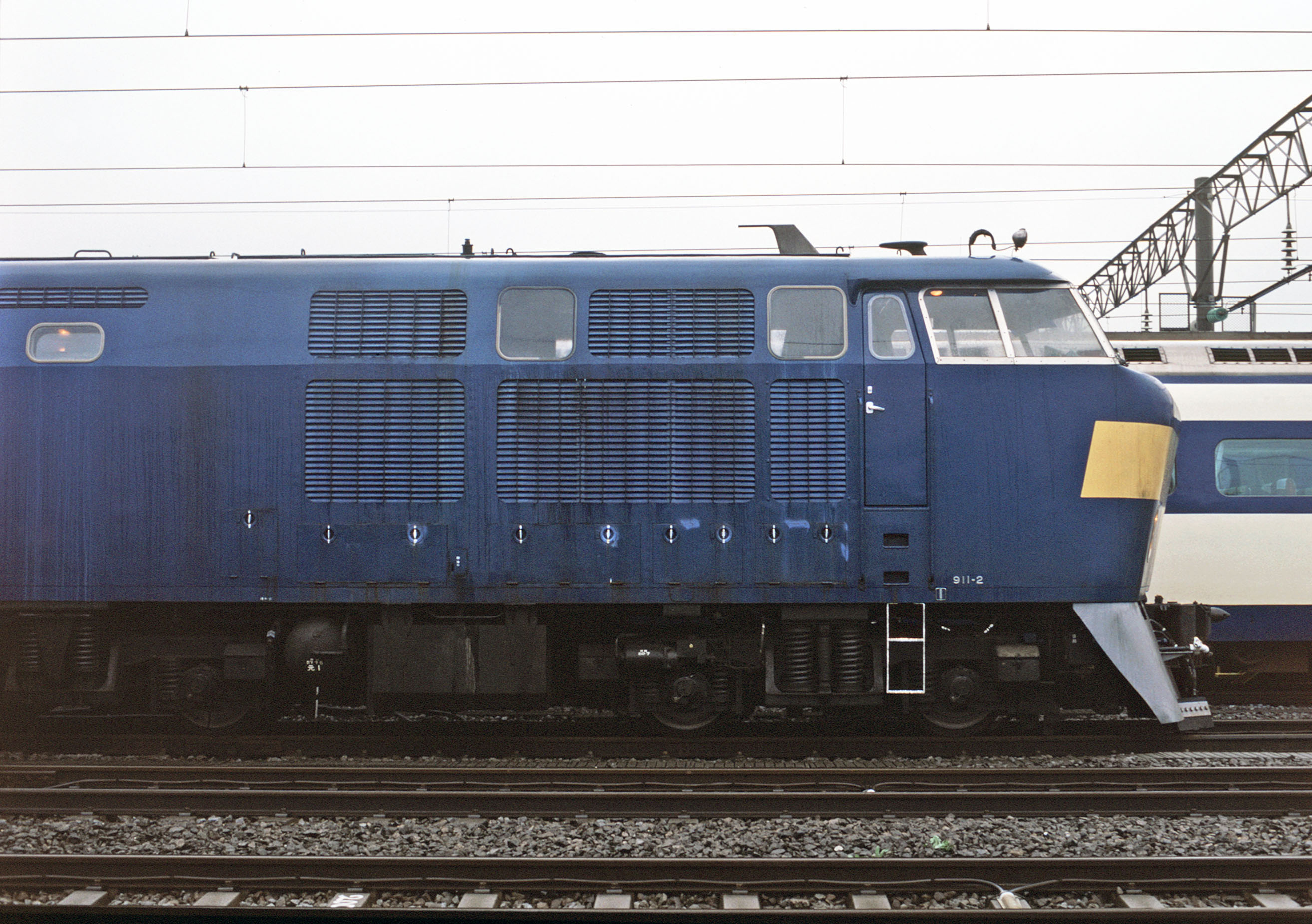
911型柴油機車的側面

911型柴油机车是用于标准轨距铁路的液力传动快速柴油机车，采用整体承载的全钢焊接结构非贯通式箱型车体，半流线型的车体外形与后来的DD54型柴油机车和EF66型电力机车颇为相似。车体涂装以深蓝色（青20号）为主色，车体两端配以黄色带（黄色5号）作为警戒色。机车两端设有特殊的双头式车钩，这种车钩结合了柴田式上作用自动车钩和柴田式密接车钩，其中前者用于连接由在来线货车改造而成的工务车辆，而后者则用于连接新干线电力动车组；密接车钩已经包含空气管路的自动连接，当机车与列车使用密接车钩连接时无需再连接制动管。
车体两端各设有一个司机室，司机室前窗由两块平面玻璃组成，前照灯和尾灯采用两侧纵列的布置方式。司机室内机车运行方向的左侧设有司机操纵台，右侧设有副司机座席及手制动装置，司机室两侧设有供乘务员乘降的侧门。为了方便新干线高速列车的司机驾驶这种柴油机车，司机操纵台的各种设备和仪表的布置都与新干线0系电力动车组几乎一样，操纵台中央位置设有两个垂直的控制手把，其中左侧的一个为控制柴油机转速的主控制手把。
由于911型柴油机车装有两套对称布置的动力传动机组，机车上部从前端至后端顺序布置有第一司机室、第一动力室、第一冷却传动室、电气设备室、第二冷却传动室、第二动力室、第二司机室。司机室地板下的设备舱内装有静液压泵和空气压缩机。动力室內裝有一台柴油机，以及燃油泵、起动电动机、机油热交换器、空气滤清器、排气消音器等配套装置。冷却传动室的下部装有一台液力传动装置和蓄电池组，上部装有“V”字形铝制散热器和一个静液压驱动的轴流式冷却风扇。动力室和冷却传动室的车体两侧设有大面积通风百叶窗，内部并设有双侧内走廊。
电气设备室位于车体中部，内设有制动控制装置、无线电通信装置、列车自动控制系统等设备，顶部还装有一台空调以保持室内维持适当温度，防止电气设备因过热而发生故障。电气设备室的对面设有一台辅助柴油发电机，用来为故障列车的应急照明系统提供电源。电气设备室和辅助柴油发电机之间设有一条小走廊。车体下方除了有三台转向架外，还吊挂着燃油箱和总风缸。

### 柴油机
1963年生产的1号原型车装载两台DML61S型柴油机，这是一种四冲程、12气缸、废气涡轮增压、无中间冷却的水冷式V型高速柴油机，平均有效压力为每平方厘米9.83公斤，持续功率为2×1000马力。1965年生产的2、3号量产车改为装载两台DML61Z型柴油机，与前者的主要差异是增加了增压空气中间冷却器（中冷器），使平均有效压力提升至每平方厘米10.80公斤，持续功率亦相应提高至2×1100马力。
DML61Z型柴油机的气缸直径为180毫米，活塞行程为200毫米，气缸夹角为60°；持续功率为1100马力（820千瓦），额定转速为每分钟1500转，最高转速为每分钟1650转，单位燃料消耗量为175（+10%）克/有效马力·小时，柴油机净重量为5500公斤。柴油机采用电空式全速调速器来控制转速，通过4个电感线圈构成14个调速挡位；与DD51型柴油机车不同的是，911型柴油机车可借助于前后两台柴油机的互相交替配合，使输出功率和动轮扭矩可控制得更加精细，从而构成了总共27个调速挡位。

### 传动系统
两套相同的动力传动机组对称布置，每套机组驱动其中一台两端转向架上的两根动轴，以及中间转向架的其中一根动轴。液力传动系统主要包括液力传动箱、车轴齿轮箱、万向轴及弹性联轴节等部件。液力传动箱安装在转向架之间的位置，通过橡胶阀座和球面轴承支撑在车体底架上。柴油机通过弹性联轴节及第一万向轴将功率传递到液力传动箱，液力传动箱下部设有前后两个输出法兰；前端法兰以第二万向轴给两端转向架内侧轮对的第一车轴齿轮箱传递扭矩，再经过第三万向轴将动力传到外侧轮对的第二车轴齿轮箱；后端法兰以第四万向轴向中间转向架的其中一个轮对的第三车轴齿轮箱传递扭矩。
911型柴油机车采用DW2B型液力传动装置，它是在DD51型柴油机车的DW2A型传动装置的基础上，额外增加了工况齿轮机构和一对换向机构。液力传动装置由一对增速齿轮、三个充排油式变扭器、工况齿轮、减速齿轮、回动齿轮、控制机构等部分组成。工况齿轮可以使输出轴的齿轮传动比按需要而改变， 高速档时的最大运转速度为160公里/小时，在低速档时为92公里/小时，前者用于单机运转或牵引轨道检测车，而后者在牵引故障列车时使用。传动装置的其他部分则与DW2A型相同，变扭器为三个单级三轮或四轮离心涡轮式液力变扭器，其中起动变扭器（第一变扭器）适用于机车起动和低速工况，而运转变扭器（第二、三变扭器）适用于机车中高速运转工况，使变扭器总是在高效率状态下运转。变扭器的运转状态是根据运行速度和柴油机输出功率而决定，并依靠变扭器的充排油过程来自动完成换档。

### 转向架
911型柴油机车采用全动轴配置的B-B-B轴式，机车走行部为三台无摇枕结构的二轴转向架，包括两台DT8001型两端转向架、一台DT8002型中间转向架。两端转向架和中间转向架的区别在于横移装置，中间转向架通过旁承弹簧和车体之间的横移装置，使其在通过曲线时可以产生相对于车体中心线一定程度的横向位移。
转向架的固定轴距为2200毫米，采用钢板焊接成箱型结构的“H”字形构架，侧梁中部焊有二系弹簧的支承框架。一系悬挂为轴箱两侧的螺旋弹簧。二系旁承悬挂为构架外侧每侧两个并联的螺旋圆弹簧组。两端转向架并设有垂向油压减震器，连接在车体底架和二系弹簧支承框架之间。车体重量主要通过旁承弹簧坐落在三台转向架上，并依靠旁承弹簧的扭斜实现转向架的横动和回转。构架横梁上还设有两个摩擦板减振装置，除了承受部分车体重量外，并通过其阻尼作用抑制转向架的蛇行运动。轮对、轴箱、基础制动装置均采用与新干线0系电力动车组的DT200型转向架相同的结构。轮对采用直径910毫米的整体辗钢车轮，车轴轴箱采用导柱式定位结构。基础制动装置采用轮盘制动装置，所有车轴的车轮轮心两侧均装有铸铁制动盘。